# Наталія Лаже
Наталія Лаже Віанна Суарес (порт. Natália Lage Vianna Soares; нар.. 30 жовтня 1978, Нітерой, Бразилія) — бразильська акторка театру, кіно і телебачення.

## Життєпис
У чотирирічному віці завдяки її батькові-бізнесмену Наталія Лаже знялася в кількох рекламних роликах. Після першого ролика для Caixa Econômica Federal стала надто затребуваною у рекламних роликах продукції від прохолодних напоїв до зубної пасти.
У 9-річному віці покинула навчання в школі та перейшла до студії Globo для гри в епізодах Тарсізіо і Глорії, серіалу, який показували з квітня по грудень 1988 року, а в головних ролях знімалася знаменита на бразильському телебаченні пара, Тарсізіо Мейра і Глорія Менезес.
В 11-річному віці Наталія Лаже вперше зіграла в теленовелі, O Salvador da Pátria. В 1997 році акторка знялася в теленовелі Amor Está no Ar . Потім вона з'являлася в A Padroeira , Kubanacan та Da Cor do Pecado .
В 2003 році відбувся дебют Наталії Лаже у великому кінематографі — вона зіграла одну з головних жіночих ролей у картині O Homem do Ano . Наталія була акторкою в ситкомі A Grande Família, але в 2011 році припинила зніматися в шоу. Потім акторка знімалася в шоу Tapas & Beijos, граючи танцівницю Люсілен. У 2013 році вийшла комедія Vai que Dá Certo, в акторському складі якої були Грегоріо Дювів'є, Бруно Маццео, Фабіо Порча, Дантон Мелло та інші.

## Особисте життя
З 2013 по 2018 рік була одружена з сценаристом Родріго Лажисом .

## Фільмографія
| Рік       |   | Українська назва                                                     | Оригінальна назва                                   | Роль                             |
| --------- | - | -------------------------------------------------------------------- | --------------------------------------------------- | -------------------------------- |
| 1989      | с | Тарсізіо та Глорія                                                   | Tarcísio e Glória                                   | Маріана                          |
| 1989      | с | Спаситель батьківщини                                                | O Salvador da Pátria                                | Регіна                           |
| 1990      | с | Тонкі люди                                                           | Gente Fina                                          | Тата                             |
| 1992      | с | Небезпечні індички                                                   | Perigosas Peruas                                    | Тука                             |
| 1992      | с | Ви вирішите (епізоди «Antes Que o Amor Acabe» та «Mentiras de Amor») | Você Decide                                         |                                  |
| 1993      | с | Мапа шахт                                                            | O Mapa da Mina                                      |                                  |
| 1994      | с | Ви вирішите (епізод «Cinderela»)                                     | Você Decide                                         |                                  |
| 1994      | с | Тропіканка                                                           | Tropicaliente                                       | Анна Кароліна (Адреналіна)       |
| 1995      | с | Обличчя та корона                                                    | Cara e Coroa                                        | Кіка                             |
| 1997      | с | Кохання витає у повітрі                                              | O Amor Está no Ar                                   | Луїза                            |
| 1997      | с | Mundo VIP                                                            |                                                     | Камео                            |
| 1998      | с | Жінка (епізод "O Princípio de Tudo")                                 | Mulher                                              | Тете                             |
| 1998      | с | Ви вирішите (епізод «Ligeiramente Grávida»)                          | Você Decide                                         |                                  |
| 1998—2000 | с | Тренування                                                           | Malhação                                            | Марина Альмейда Гренато          |
| 2001      | с | Покровитель                                                          | A Padroeira                                         | Ана                              |
| 2002      | с | Велика родина (епізод «O Sétimo Silva»)                              | A Grande Família                                    | Карина                           |
| 2003      | ф | Людина року                                                          | O Homem do Ano                                      | Еріка                            |
| 2003      | с | Розмовний портрет                                                    | Retrato Falado                                      | Ірані (камео)                    |
| 2003      | с | Кубанакан                                                            | Kubanacan                                           | Фріда (камео)                    |
| 2004      | ф |                                                                      | Xuxa e o Tesouro da Cidade Perdida                  | Хелена                           |
| 2004      | с | Sob Nova Direção (епізод "O Casamento do Meu Melhor Inimigo")        | Sob Nova Direção                                    | Сорайде                          |
| 2004      | с | Колір гріха                                                          | Da Cor do Pecado                                    | Роксана                          |
| 2005      | ф | Двоє синів Франциско                                                 | 2 Filhos de Francisco                               | Клейде                           |
| 2005      | с |                                                                      | A Lua Me Disse                                      | Беатріс                          |
| 2006      | ф |                                                                      | O Filme do Filme Roubado do Roubo da Loja de Filmes |                                  |
| 2006      | с | Sitcom.br                                                            | Sitcom.br                                           | Наталія (камео)                  |
| 2006      | с | Гаряча лінія (епізод «Os Crimes da Rua do Arvoredo»)                 | Linha Direta                                        |                                  |
| 2006      | с | Щоденна допомога (епізод «Luz, Câmera… Inanição!»)                   | A Diarista                                          | Дені                             |
| 2006      | с | Розмовний портрет                                                    | Retrato Falado                                      | Наті (камео)                     |
| 2006      | с |                                                                      | Pé na Jaca                                          | Сесілія (камео)                  |
| 2007      | ф | Продавці                                                             | Vendedores                                          |                                  |
| 2007—2011 | с | Велика родина                                                        | A Grande Família                                    | Джина                            |
| 2010      | ф | Як забути                                                            | Como Esquecer                                       | Ліза                             |
| 2012      | с |                                                                      | Louco por Elas                                      | Луана (камео)                    |
| 2013—2016 | с |                                                                      | Revista do Cinema Brasileiro                        | ведуча                           |
| 2013      | ф | Все гаразд                                                           | Vai que Dá Certo                                    | Жаклін                           |
| 2014      | ф |                                                                      | Love Film Festival                                  | Наталі                           |
| 2015      | ф | Обман                                                                | O Engano                                            | дівчина (короткометражний фільм) |
| 2016      | с | Передмістя (2-й сезон)                                               | Os Suburbanos                                       | Саміра                           |
| 2016      | с | Секретна приправа                                                    | Tempero Secreto                                     | Крістіна де Браганса (Тіта)      |
| 2016      | с |                                                                      | Segredos de Justiça                                 | Крістіан (епізод                 |
| 2016      | ф | Все гаразд 2                                                         | Vai que Dá Certo 2                                  | Жаклін                           |
| 2016      | ф | Тільки одна людина                                                   | Um Homem Só                                         | Сесілія                          |
| 2017      | с | Тюремники                                                            | Carcereiros                                         | Міріам (епізод: "Мандарин")      |
| 2017      | с |                                                                      | Questão de Família                                  | Ізабель (3-й сезон)              |
| 2018      | ф | Індоктринатор                                                        | The Indoctrinator                                   | Ізабелла                         |
| 2019      | с | Індоктринатор                                                        | O Doutrinador                                       | Ізабелла                         |
| 2019      | с |                                                                      | A Divisão                                           | Роберта                          |

## Театральна кар'єра
- 1991 — Procura-se um Amigo[18]
- 1992 — Namoro
- 1993 — Os Sete Gatinhos
- 1995 — Bonitinha mas Ordinária
- 1995 — Arthur Bispo de Rosário / Via Sacra dos Contrários
- 1996 — No de Gravata
- 1997 — A Beira do Mar Aberto
- 2001 — Pinóquio[19]
- 2003 — Zastrozzi
- 2004 — Esse Alguém Maravilhoso que Eu amei[20]
- 2005 — Orlando[21]
- 2006 — Do Outro lado da Tarde[22]
- 2006 — Eu Nunca disse que Prestava
- 2009 — Quando se é Alguém
- 2010 — Comédia Russa
- 2011 — Trilhas Sonoras de Amor Perdidas[23][24]
- 2012 — JT — Um Conto de Fadas Punk[25]
- 2013 — Edukators[26][27]
- 2016 — Jacqueline